# Embu County
Embu County (bis 2010 Embu District) ist ein County in Kenia. Die Hauptstadt des Countys ist Embu. Im County lebten 2019 608.599 Menschen auf 2555,9 km².

## Geografie und Geologie
Das County ist in fünf Divisionen unterteilt: Central, Kyeni, Manyatta, Nembure und Runyenjes.
Das County liegt am Mount Kenya und den Aberdare Ranges. Der Boden besteht aus verschiedenen Bodentypen: Nitisol, Andosol, Vertisol, Ferrosol und Cambisol. Das Klima ist semi-arid.

## Wirtschaft
Ungefähr 60 % der Bevölkerung im Embu County lebt von der Landwirtschaft, 56 % der Menschen leben dabei unterhalb der Armutsgrenze. Hauptsächlich werden Mais, Mangos, Bohnen und Saubohnen, Papau, Kaffeebohnen, Avocado, Bananen, Baumwolle, Sonnenblumen, Mung- und Augenbohnen angebaut.

## Gesundheitswesen
Das County verfügt über fünf staatliche Krankenhäuser, drei Gesundheitszentren und über 80 privat geführte Kliniken. Auf einen Arzt kamen 2005 ungefähr 10.500 Patienten. Es werden hauptsächlich Malaria, Atemwegsinfektionen, Hautkrankheiten und Wurmbefall behandelt. Die HIV-Prävalenz liegt bei etwa 26 %. Die Säuglingssterblichkeit lag 2005 bei 5,6 %, 0,6 % der Kinder sterben vor ihrem 5. Geburtstag.